# Департамент (Болівія)
Болівія унітарна держава яка адміністративно поділяється на 9 департаментів (ісп. departamentos), адміністративних одиниць першого рівня, та мають певні права згідно з Конституцією Болівії. Кожен департамент представлений у Багатонаціональній законодавчій асамблеї — двопалатному законодавчому органі, що складається із Сенату та Палати депутатів. Кожен департамент представлений чотирма сенаторами, а депутати призначаються кожному департаменту пропорційно до загальної кількості населення.
З дев'яти департаментів Ла-Пас спочатку був найбільш густонаселеним, з 2 706 351 мешканцем станом на 2012, але далекосхідний департамент Санта-Крус з того часу перевершив його до 2020; Санта-Крус також претендує на звання найбільшого, що охоплює 370 621 квадратний кілометр (143 098 миля2). Пандо є найменш населеним, його населення становить 110 436 осіб. Найменшим за площею є Тариха, що охоплює 37 623 квадратні кілометри (14 526 миля2).